# Валоун

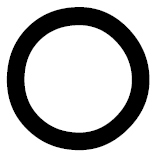

33 буквы бирманского письма

Валоун — 29-я буква бирманского алфавита или 37-я буква алфавита пали, обозначает звук В, применяется также как знак, обозначающий ноль. Валоун по произношению и написанию совпадает с буквой вав восточносирийской письменности несториан — .

## В грамматике
- Вон — криятхауписи, постглагольная факультативная частица, со значением «не волноваться».

В составе медиали бирманского слога буква валоун передаётся подстрочным диакритическим знаком васхвэ, (ср. тибетский вазур). Васхвэ имеет вид или маленького кружка, или маленького треугольника. Пример: куа .

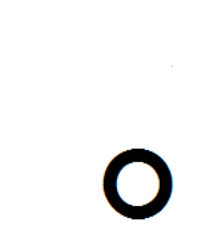
Васхвэ (бирманский)
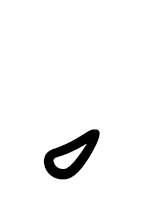
Тьенг во (кхмерский)
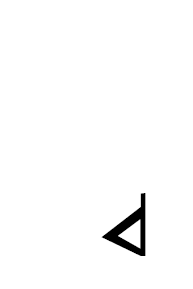
Вазур (тибетский)

## Слова
В отличие от родственного тибетского языка, в бирманском на букву «в» начинается сравнительно много слов. Имена на букву валоун даются детям родившимся в среду до полудня (боудэхунан).
 — винаяпитака (кодекс буддийского монаха).